# Tossal de Montclús
El Tossal de Montclús és una muntanya de 157 metres que es troba al municipi de Sudanell, a la comarca catalana del Segrià.